# Aer Lingus Regional
Aer Lingus Regional è una compagnia aerea regionale, sussidiaria di Aer Lingus. Opera principalmente voli dall'Irlanda al Regno Unito, Francia e Isole del Canale. Le sue basi operative sono presso gli aeroporti di Cork, Dublino, Shannon e Waterford.

## Storia
La possibilità della nascita di una società chiamata Aer Lingus Regional si fece strada il 6 gennaio 2010, quando Aer Lingus, mostrò ai media il suo interesse ad espandere i suoi servizi per il Regno Unito, con l'aiuto di Aer Arann (oggi Stobart Air).
Il 26 gennaio, venne confermato che Aer Lingus Regional e Aer Arann avrebbero lanciato un nuovo accordo; vennero annunciate nuove rotte da Dublino agli aeroporti di Doncaster-Sheffield e Durham Tees Valley, vicino Darlington, in aggiunta alla rotta Cork-Glasgow.
Fu anche deciso che i voli per Cork, precedentemente operati da Aer Arann, sarebbero stati trasferiti ad Aer Lingus Regional. In seguito la nuova regionale ottenne anche i voli da Dublino a Blackpool e Cardiff.
Sebbene Aer Arann e Aer Lingus abbiano cofondato Aer Lingus Regional, Aer Arann gestirà quei voli con equipaggio Aer Arann a bordo. Tutti gli aeroplani hanno livrea Aer Lingus Regional. Le due compagnie hanno anche anticipato nuove rotte sotto il nome della nuova sussidiaria.
Il 14 marzo 2012, Aer Arann ha confermato che, dal 25 marzo, avrebbe ceduto ad Aer Lingus Regional le tratte da Dublino all'Isola di Man e Kerry, da Waterford a Londra Luton, Londra Southend e Manchester.

## Flotta
Ad aprile 2020, la flotta include i seguenti aeromobili di Stobart Air, con livrea Aer Lingus Regional: